# Plaza Belgrano (Tucumán)

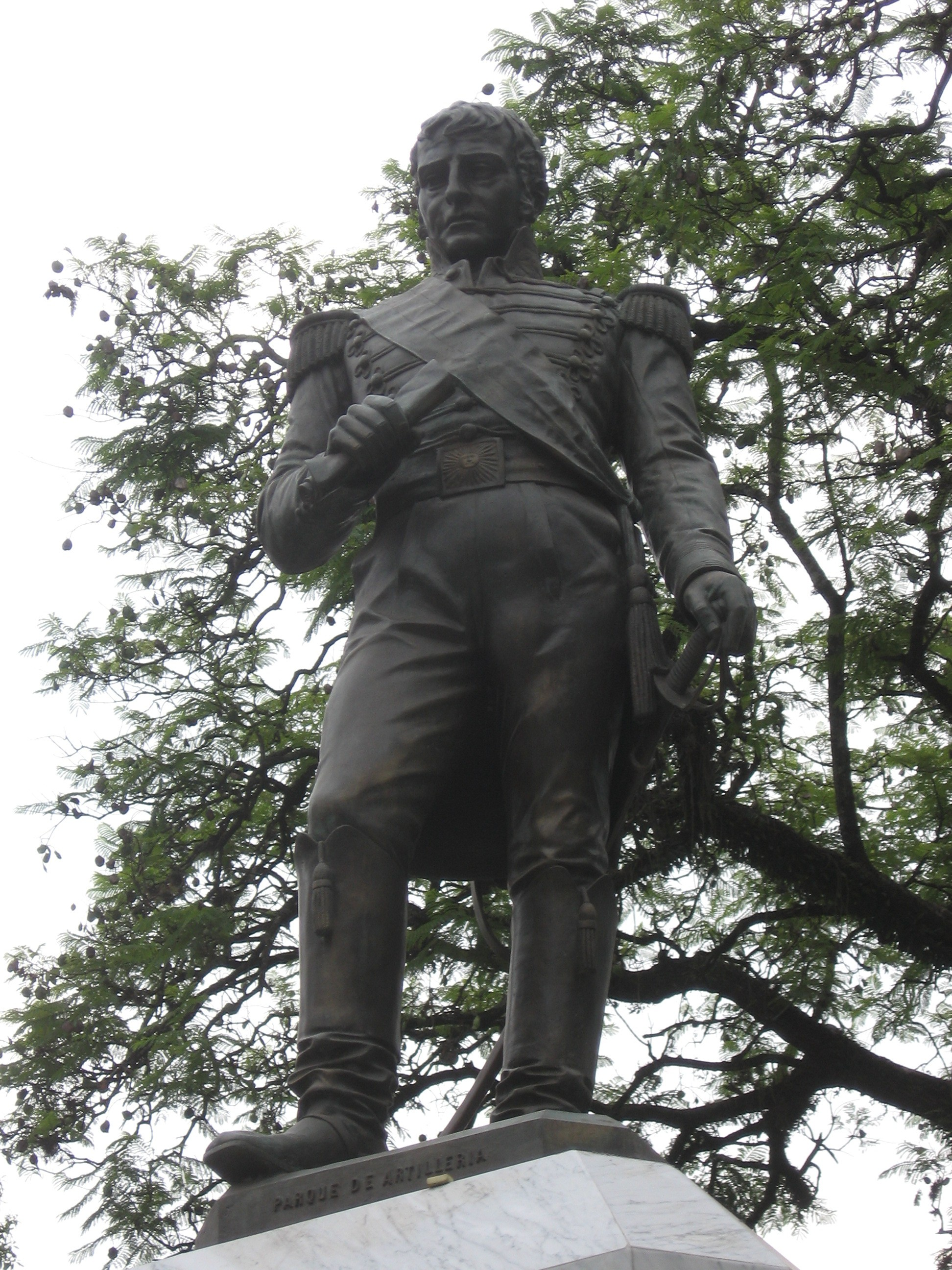
Estatua del general Belgrano ubicado en la plaza

La Plaza General Belgrano es una plaza ubicada en la ciudad de San Miguel de Tucumán, capital de la Provincia de Tucumán, Argentina. Se localiza entre la avenida Bernabé Araoz, las calles Lavalle y Alberdi y el Pasaje Dorrego. 

## Historia
Originalmente este solar fue parte del antiguo Campo de las Carreras, sitio donde el 24 de septiembre de 1812 se libró la Batalla de Tucumán, resultando victoriosa para el ejército del general Belgrano. Este lugar acogía originalmente carreras cuadreras.
Dos años después, en 1814, el general José de San Martín ordena la construcción de un fuerte para evitar el avance del ejército realista y las deserciones cerca del lugar donde se libró la batalla. Luego de eso, en 1816, la ciudadela fue ocupada por el ejército al mando de Manuel Belgrano el cual ordenó asentar los cuarteles y construir una casa en las inmediaciones de la fortaleza, la cual habitó hasta 1819, año en cual el ejército se retiró de Tucumán. En 1818, Belgrano erige una pirámide de barro en honor a la victoria del general San Martín en la batalla de Chacabuco.
Cuando se retira Belgrano con el ejército, el solar fue abandonado y la ciudadela y la casa de Belgrano empezaron a desaparecer, quedando solamente ruinas mientras la naturaleza tomaba el sitio rápidamente. La pirámide era el único vestigio de esa época que no había desaparecido.
Este lugar estuvo abandonado hasta 1858, cuando el gobernador Agustín Justo de la Vega, tras un pedido del jefe de la policía, ordena declarar el sitio como Plaza siendo expropiada la superficie para trazar este paseo público. Así en 1872 se inicia el trazado de la plaza la cual es inaugurada el 9 de julio de 1878 por el gobernador Federico Helguera y el intendente de la capital Zenón Santillán.
La plaza fue trazada tomando la pirámide como centro de la plaza, la cual fue cubierta por mármol. En 1904 se instaló una estatua cubierta de bronce del general Manuel Belgrano que anteriormente se encontraba en la Plaza Independencia, siendo obra del escultor Francisco Cafferata. En la escultura,  Belgrano es representado de pie con una mano agarrando una espada mientras en la otra sostiene un papel.
En el año 2012, la plaza fue remodelada en ocasión del bicentenario de la Batalla de Tucumán. Por tal razón se llevaron a cabo nuevos sistemas de luces y de riego, caminería y mobiliario urbano, entre otras instalaciones. Además se instaló una escultura de acero y una medalla de dos metros de diámetro a nivel del suelo. También se reconstruyó la casa donde Belgrano habitó cerca de la plaza, tomando como nombre Casa Belgraniana.